# Szawarma

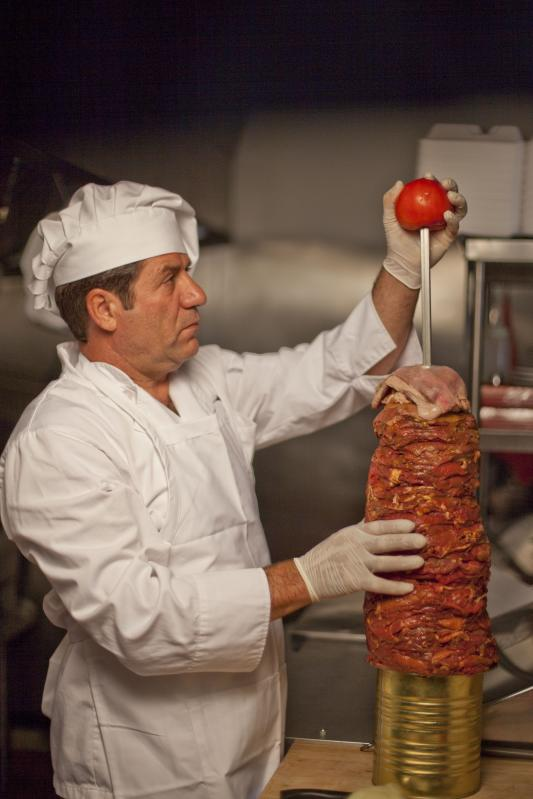
Przygotowanie szawarmy

Szawarma (arab. شَاوَرْمَا, šāwarmā; wym. szałarma), szoarma – bliskowschodnia potrawa w postaci skrawków mięsa okrawanych z pionowego, obrotowego rożna. Nazwa arabska „szawarma” pochodzi od tureckiego słowa çevirme, dosłownie „obracający się”, lecz obecnie używana jest głównie w kręgu języka arabskiego. W samej Turcji odpowiednikiem tej potrawy jest döner kebab, zaś w Grecji – gyros. Mięso z dodatkami podaje się zazwyczaj w chlebie typu pita lub podobnym.